# متلازمة الصدمة الدينية
متلازمة الصدمة الدينية  تُصنّف على أنها مجموعة من الأعراض التي تتفاوت في شدّتها، ويعاني منها أولئك الذين شاركوا في، أو انسحبوا من، جماعات دينية سلطوية، عقائدية، وتحكّمية، أو نظم إيمانية مشابهة.
لا تندرج هذه المتلازمة ضمن الدليل التشخيصي والإحصائي للاضطرابات النفسية أو التصنيف الدولي للأمراض كحالة قابلة للتشخيص، لكنها تُدرج ضمن "حالات أخرى قد تكون محور اهتمام سريري". تشمل الأعراض مشكلات إدراكية، وعاطفية، ووظيفية، واجتماعية/ثقافية، بالإضافة إلى تأخر في النمو.
تحدث متلازمة الصدمة الدينية استجابة لصدمتين متتاليتين: أولًا الإساءة طويلة الأمد الناتجة عن تلقين من قبل جماعة دينية تحكمية، وثانيًا فعل مغادرة تلك الجماعة الدينية التحكّمية.
وقد طوّرت المتلازمة مجموعة استنتاجية من الأعراض المستمدة من نظريات نفسية للصدمة مستندة إلى اضطراب ما بعد الصدمة، واضطراب ما بعد الصدمة المعقد، ونظرية صدمة الخيانة، مع أخذ السياق العلائقي والاجتماعي في الاعتبار عند البحث في سبل العلاج والتشخيص.
صاغت مصطلح "متلازمة الصدمة الدينية" عام 2011 الأخصائية النفسية مارلين وينيل، في مقالة للجمعية البريطانية للعلاج السلوكي والمعرفي، على الرغم من أن الظاهرة قد تم التعرف عليها قبل ذلك بفترة طويلة. وقد انتشر المصطلح بين المعالجين النفسيين، والمتدينين السابقين، وغيرهم من المتعافين من التلقين الديني.
تشرح وينيل الحاجة إلى وجود تسمية، وفوائد إطلاق اسم على الأعراض التي تتضمنها هذه المتلازمة، بشكل مماثل لتسمية مرض فقدان الشهية "أنوركسيا" كاضطراب: حيث تساعد التسمية في تقليل الشعور بالخزي والعزلة لدى الناجين، وتُعزّز إمكانيات التشخيص، والعلاج، وتدريب المهنيين الذين يعملون مع المتضررين من هذه الحالة.

## الأعراض
باعتبارها أعراضًا لمتلازمة الصدمة الدينية، تعرّف الأخصائيون النفسيون خللًا وظيفيًا يختلف في عدده وشدّته من شخص لآخر:
- إدراكيًّا: الارتباك، صعوبة في اتخاذ القرارات والتفكير النقدي، الانفصال، ارتباك في الهوية.
- عاطفيًّا: القلق، نوبات الهلع، الاكتئاب، أفكار انتحارية، الغضب، الحزن، الشعور بالذنب، الوحدة، انعدام المعنى.
- وظيفيًّا: اضطرابات النوم والأكل، الكوابيس، خلل في الأداء الجنسي، تعاطي المخدرات، تجسيد الأعراض النفسية بشكل جسدي.
- اجتماعيًّا/ثقافيًّا: تمزق الروابط العائلية والاجتماعية، مشكلات في العمل، ضغوط مالية، صعوبات في التكيّف مع المجتمع، خلل في العلاقات الشخصية.
- تأخر في النمو: عدم النضج العاطفي، أو العقلي، أو الاجتماعي، أو الجنسي، نتيجة للتحكّم بالمعلومات وتثبيط التفكير النقدي داخل البيئة الدينية.[5]

وقد تم ربط الصدمة الدينية بنتائج شديدة الخطورة مثل الانتحار أو القتل.

## كيف تتطوّر متلازمة الصدمة الدينية

### العضوية في الجماعة
تبدأ المتلازمة في بيئات دينية سامة تتمحور حول سرديتين أساسيتين: "أنت لست بخير" و"أنت لست آمنًا". وغالبًا ما يتم فرض هاتين الفكرتين من خلال لاهوتيات مثل عقيدة الخطيئة الأصلية، والجحيم.
يمكن مقارنة تطور متلازمة الصدمة الدينية بتطور اضطراب ما بعد الصدمة المعقد، والذي يُعرّف كاضطراب نفسي يمكن أن يتطور نتيجة لتجربة طويلة ومتكررة من الصدمات بين الأشخاص، في سياق يكون فيه للفرد فرصة قليلة أو معدومة للهروب. وتُعدّ أعراض المتلازمة استجابة طبيعية لوجود مفهوم عن إله عنيف، كليّ القدرة، يرى البشر معيبين بطبيعتهم، إلى جانب التعرّض المنتظم لقادة دينيين يستخدمون التهديد بالموت الأبدي، أو الحياة غير القابلة للخلاص، أو التلبّس بالشياطين، وغيرها من الأفكار المخيفة، للسيطرة على الالتزام الديني وخضوع أعضاء الجماعة.
يواجه أفراد مجتمع الميم خطرًا خاصًا بالإصابة بمتلازمة الصدمة الدينية واضطراب ما بعد الصدمة المعقد، أثناء محاولاتهم الطويلة لتغيير ميولهم الجنسية وهويتهم الجندرية لتلائم توقعات الجماعات الدينية السلطوية. هذه المحاولات قد تولد أنماطًا فكرية مسيئة عاطفيًا، تزيد من أعراض المتلازمة الشبيهة باضطراب ما بعد الصدمة المعقد. العيش المستمر في خوف من الهلاك الأبدي والانفصال الأبدي عن الأحبّة والمجتمع الديني في حال عدم الالتزام بتلك القيود، قد يؤدي إلى أعراض طويلة الأمد من متلازمة الصدمة الدينية.

### المغادرة
يمكن أن تُختبر مغادرة جماعة دينية تحكمية، رغم كونها تحررية ومثيرة أحيانًا، كحدث صادم شديد. فالبيئات الدينية غالبًا ما تشكل أساس حياة الأفراد، وتوفر لهم دعمًا اجتماعيًا، ورؤية منسجمة للعالم، وإحساسًا بالمعنى والغاية، وإشباعًا اجتماعيًا وعاطفيًا. وبالتالي، فإن فقدان كل هذه الموارد لا يُعدّ مجرد خسارة كبيرة، بل يتطلب من الفرد إعادة بناء واقعه بالكامل، وغالبًا أثناء العزلة عن دعم العائلة والأصدقاء الذين ظلوا في الدين.
علاوة على ذلك، عندما يكون اللاهوت العنيف أو المهدد — مثل الإيمان بالجحيم، أو العقاب الإلهي، أو الشياطين، أو "العالم الخارجي الشرير" — مدموجًا في بنية الفرد الإدراكية، فإن مجرد الانخراط مع العالم الخارجي بدلًا من البقاء في الفقاعة "الآمنة" للجماعة الدينية يمكن أن يؤدي إلى قلق إضافي.
عندما يدرك الأفراد الضرر الذي يتعرضون له في البيئات الدينية السلطوية، قد يتم التقليل من شأن مخاوفهم من قبل الجماعة الدينية ذاتها، وقد تزداد هذه المخاوف تفاقمًا بسبب ميل المجتمع الأوسع للحفاظ على صورة إيجابية عن الدين. الخيانة المؤسسية، أولًا على يد الجماعات الدينية المحبوبة، ثم على يد عالم يُعلي من شأن نفعية الدين بدلًا من تجارب الناجين من الإساءة الدينية، يمكن أن تفاقم أعراض متلازمة الصدمة الدينية. قد يواجه من يغادرون الدين عدائية شديدة من أتباعهم السابقين.

## المقدمات لمتلازمة الصدمة الدينية
تطوّر متلازمة الصدمة الدينية كحالة يمكن تشخيصها وعلاجها يعتمد على عدد من النظريات النفسية التي توفر إطارًا أكاديميًا لفهمها.

### اضطراب ما بعد الصدمة
مثل جميع أشكال الصدمات، يتأثر تطور متلازمة الصدمة الدينية باضطراب ما بعد الصدمة، والذي يُعرَّف في الدليل التشخيصي والإحصائي للاضطرابات النفسية كاضطراب عقلي يمكن أن يتطور بعد تعرض الشخص لحدث صادم، مثل الاعتداء الجنسي، الحروب، حوادث المرور، إساءة معاملة الأطفال، أو غيرها من التهديدات لحياة الإنسان. يمكن أن تُختبر هذه الأحداث شخصيًا، أو تُشاهَد، أو تُتخيل. العنصر الأساسي هو إدراك وجود خطر يهدد الحياة. في حالة متلازمة الصدمة الدينية، يمكن أن يتعرض الشخص للصدمة من صور نار الجحيم المشتعلة؛ إذ تُعرف الجماعات الأصولية باستخدامها لقصص مرعبة لغرس المعتقدات في الأطفال.
يمكن أن يكون الخروج من الإيمان تجربة تحدث بسرعة أو تمتد على فترة زمنية. ونظرًا لشدة وتأثير الحدث، يمكن مقارنته مع أحداث أخرى تُسبب اضطراب ما بعد الصدمة. تشمل الأعراض الأساسية لهذا الاضطراب: إعادة التجربة (الذكريات المزعجة، الكوابيس)، التجنّب (الابتعاد عن الأماكن أو الأشياء أو الأفكار التي تذكّر بالحادث)، الاستثارة والتفاعل المفرط، واضطرابات في الإدراك والمزاج. هذه الأعراض تنطبق أيضًا على العديد من الأشخاص الذين يمرون بصدمات دينية.

### اضطراب ما بعد الصدمة المعقد
هو اضطراب وثيق الصلة يشير إلى التعرض لصدمات متكررة على مدى شهور أو سنوات، بدلاً من حدث واحد. أي نوع من الصدمات طويلة الأمد يمكن أن يؤدي إلى هذا الاضطراب. نشأ مصطلح على يد جوديث هيرمان، التي عرضت تاريخ الصدمة كمفهوم في عالم علم النفس، إلى جانب نهج مكوّن من ثلاث مراحل للتعافي (الأمان، التذكر والحزن، وإعادة الارتباط). توضح هيرمان أهمية التسمية والتشخيص للمساعدة في التعافي، مما يعزز الحاجة إلى تعريف متلازمة الصدمة الدينية كنتيجة لتجارب دينية محددة. تصف هيرمان أيضًا اضطراب ما بعد الصدمة المعقد من خلال تعقيدات الصدمة الناتجة عن النجاة من الأسر، وهو تشخيص يمكن مقارنته بمتلازمة الصدمة الدينية، حيث تحدث الأخيرة استجابة لأسرٍ مدرَك لا لأسرٍ فعلي (انظر فقرة "كيف تتطور متلازمة الصدمة الدينية").
تشمل أعراض اضطراب ما بعد الصدمة المعقدة تلك الخاصة باضطراب ما بعد الصدمة، بالإضافة إلى انعدام التنظيم العاطفي، والانفصال، وتدني النظرة الذاتية، ومشكلات في العلاقات، وفقدان المعنى، وهي أمور يمكن مقارنتها بمتلازمة الصدمة الدينية. يرى أخصائي الصدمات بيت ووكر أن اضطراب التعلق هو أحد الأعراض الأساسية لاضطراب ما بعد الصدمة المعقد، ويصفه كنتيجة للنشوء مع مقدّمي رعاية أساسيين يُنظر إليهم بانتظام كمصدر خطر. يوضح أن الإساءة والإهمال المتكررين يدفعان الأطفال للاعتياد على العيش في الخوف والتنشيط الدائم للجهاز العصبي الودي.

### نظرية الصدمة الناتجة عن الخيانة ونظرية الافتراضات المحطمة
بينما يركّز النموذج التقليدي لتعريف اضطراب ما بعد الصدمة على الاستجابة بالخوف للصدمة ويشدد على المعالجة العاطفية التصحيحية كعلاج، فقد تُفهم متلازمة الصدمة الدينية بشكل أفضل كمجموعة من الأعراض الشبيهة بصدمة الخيانة، مدفوعةً بنظرية الافتراضات المحطمة.
تضيف صدمة الخيانة افتراضًا رابعًا ("الناس جديرون بالثقة ويستحقون التفاعل معهم") إلى الافتراضات الثلاثة الأصلية ليانوف-بولمان: (الخير العام للعالم، ومعنى العالم، وقيمة الذات). تُقِر نظرية صدمة الخيانة بأن الضحايا قد يمنعون أنفسهم، دون وعي، من إدراك الخيانة لتجنب تحطيم ذلك الافتراض الرابع، إذ إن فقدانه سيكون بحد ذاته صدمة.
يمكن مقارنة الصدمة الدينية بصدمة الخيانة بسبب الثقة الممنوحة للجماعات الدينية السلطوية وقادتها، وهي ثقة تُلحق الأذى بالأفراد. كما تعترف هذه النظرية بقوة الافتراضات المحطمة في التسبب بالصدمة. في حالة متلازمة الصدمة الدينية، لا يختبر الأفراد خيانة من العائلة والمجتمع الديني وقادة الإيمان الموثوقين فحسب، بل يختبرون أيضًا تحطمًا في إيمانهم ذاته. شدة المشاعر المرتبطة بفقدان النظرة إلى العالم، بالتزامن مع فقدان الدعم العاطفي والاجتماعي لتجاوز أي أزمة، يمكن أن تُسبب صدمة إضافية.
بينما تركز النماذج القائمة على الخوف على علاج الأعراض من خلال العلاج بالتعرض والانتباه لتنظيم المشاعر، تنظر نظرية صدمة الخيانة إلى السياق الاجتماعي الذي حدثت فيه الخيانة، واضعةً سبب الاضطراب في الحدث الصادم نفسه لا في الفرد. يؤثر هذا في طرق العلاج ويُسهم أيضًا في فهم علاج متلازمة الصدمة الدينية.

### الأذى والصدمة الدينية
لقد ناقش عدد من المؤلفين الأذى النفسي الذي قد تسببه الأديان السلطوية، حتى قبل تسمية "متلازمة الصدمة الدينية". وقد شملت هذه الكتابات أعمال أخصائيين نفسيين ومعالجين مثل (تاريكو، راي، وينيل، كرامر وألستاد، حسن، كوهين، ووترز، غريفن، مويرز)، والعديد من المذكرات الشخصية من مؤمنين سابقين، بمن فيهم قساوسة سابقون مثل (بابينسكي، لوفتوس، باركر، ديويت). تنطبق أعمال المتخصص في شؤون الطوائف ستيفن حسن على أي جماعة سلطوية تمارس "تأثيرًا مفرطًا". أما الصحفية جانيت هايمليش، فقد حددت في أبحاثها حول إساءة معاملة الأطفال في المجتمعات الدينية أكثر الجماعات ضررًا بأنها تلك التي تتبنى نظامًا إيمانيًا إنجيليًا يخلق نموذجًا سلطويًا، انعزاليًا، قائمًا على التهديد للواقع.
وقد نالت بعض الاهتمام الاستعارات شبه الطبية التي تصف الدين بأنه فيروس ميمي، أو تصور "الإله كفيروس".

## البحوث التجريبية ذات الصلة

### الضغط النفسي
تكشف البحوث الطبية في مجال الضغط النفسي والأحداث الصادمة عن وجود أدلة على ما ينجم عنها من أمراض واضطرابات نفسية. تُظهر الأعمال التي تناولت "أحداث الحياة المجهدة"، رغم إغفالها لذكر الضرر الديني أو مغادرة الإيمان كأحداث مجهدة، بوضوح كيف يمكن للضغط النفسي أن ينشط الجهاز العصبي ويسبب الأمراض. وتشير الدراسات التي أُجريت على الحيوانات إلى أن الصدمة قد تترك آثارًا دائمة على اللوزة الدماغية، والحُصين، والقشرة الجبهية الأمامية.

### التجارب السلبية في الطفولة
أظهرت دراسة التجارب السلبية في الطفولة التي أُجريت من قبل كايزر بيرماننتي ومراكز السيطرة على الأمراض والوقاية منها وجود ارتباط بين التجارب السلبية في الطفولة والمشكلات الصحية والاجتماعية عبر مراحل الحياة. ومن بين أنواع التجارب السلبية المدرجة: الإساءة الجسدية والجنسية والعاطفية، بالإضافة إلى الإهمال الجسدي والعاطفي. ويمكن القول إن هذه العناصر توجد أيضًا بشكل متكرر في الضرر الديني.
وبحسب الباحثين في علم الأعصاب والمعرفة، فإن التجارب السلبية في الطفولة يمكن أن تُغير من التطور البنيوي للشبكات العصبية والكيمياء الحيوية للأنظمة العصبية الصماء، وقد يكون لها آثار طويلة الأمد على الجسم، بما في ذلك تسريع عمليات الإصابة بالأمراض والشيخوخة، والإضرار بجهاز المناعة. وفي مراجعة لعدد من الدراسات التجريبية، تبيّن أن إساءة معاملة الأطفال مرتبطة بارتفاع ملحوظ في معدلات الإصابة بالاكتئاب الحاد وغيره من الاضطرابات النفسية في سن الرشد.
وفي دراسات وجدت علاقة بين التطرف الديني الشديد وتلف الدماغ، اقتُرح أن التلقين الديني المتطرف يضرّ بتطور أو الأداء السليم للمناطق الجبهية في الدماغ، بطريقة تُضعف المرونة المعرفية والانفتاح.

### البحث في الصدمة الدينية
حتى الآن، كان معظم الأبحاث في موضوع الصدمة الدينية بحثًا نوعيًا يتمحور حول الفرد وتجربته. وقد كانت هذه الدراسات عبارة عن مقابلات أو دراسات حالة مستمدة من الممارسة السريرية. كما وُجدت بعض الدراسات الكمية، مثل استطلاع ميلتون الذي شمل 295 عضوًا سابقًا في جماعة الإخوة الحصرية. وقد وجدت أن مقياس الضيق النفسي العام كان أعلى بشكل ملحوظ لدى المغادرين مقارنةً بعامة السكان.

## العلاج ومهام التعافي
قام مختصون في الصحة النفسية، ومدربو الحياة، وأفراد يمارسون الرعاية الرعوية، بتطوير مناهج لعلاج متلازمة الصدمة الدينية. وبينما لا يُنصح بالعلاج بالتعرّض، فإن العلاج المعرفي السلوكي المرتكز على الصدمة، والعلاج الجماعي المقرون بجلسات فردية، والتثقيف النفسي الواعي بالصدمات، ومعالجة الصدمة، والعمل على الحزن، يمكن أن تكون جميعها مفيدة. وفي منهج وينيل، يكون العلاج أكثر فاعلية عندما يكون شموليًا ومتعدد الأبعاد. أي أن العلاج يجب أن يتناول الجوانب المعرفية، والعاطفية، والفسيولوجية، والعلاقاتية للشخص، وذلك ضمن السياق المجتمعي.
وقد تأثر علاج متلازمة الصدمة الدينية بالتفكير الحديث حول علاج جميع أنواع الصدمات. ومن هذا المنظور "الواعي بالصدمات"، من المهم التعرف على الفروقات الفردية وتحديد موقع الصدمة الفعلي في الجهاز العصبي للفرد. ووفقًا لـ والكر، تشمل العناصر المهمة في التعافي من الصدمة تقليص صوت الناقد الداخلي، ودور الحزن، والحاجة إلى البقاء في حالة حضور متعاطف مع الذات في مواجهة المشاعر السلبية.
وفي الطب، يُعرّف "الرعاية الواعية بالصدمات" بأنها ممارسات تعزز ثقافة الأمان، والتمكين، والشفاء.
ويبدو أن الدعم الجماعي يُشكّل علاجًا فعالًا للتعافي من الصدمة الدينية، وقد تم تطوير العديد من الخدمات لتوفير هذا الدعم، بما في ذلك مجموعات التعافي المهنية، ومجموعات الدعم من الأقران، والمنتديات الإلكترونية.
وقد تكون فعالة لأن:
1) من هم في طور التعافي فقدوا أنظمة الدعم الأساسية من العائلة والكنيسة.
2) الدعم الاجتماعي يُعدّ حاجة إنسانية أساسية وذو صلة بفهم فسيولوجيا الصدمة، وسياق العلاج الاجتماعي يساعد الأفراد على الشعور بأنهم أقل وحدة أو ذنبًا.
ورغم أن بعض الكنائس الليبرالية تقدم العلاج، فإن المعالجين المحترفين يرون أن العلاج يجب أن يتم في بيئة محايدة، وليس في سياق ديني.

## مهام التعافي
يتضمن التعافي من الصدمة الدينية تقييم كل مجال من مجالات الأعراض من أجل تحقيق النمو والاستكشاف:

### المهام المعرفية:
- تنمية مهارات التفكير النقدي
- توفير التثقيف النفسي حول متلازمة الصدمة الدينية
- تقديم أطر لاتخاذ القرارات
- تعزيز النظافة النفسية الجيدة (مثل تجنب التفكير الثنائي أو إصدار الأحكام)
- إعادة بناء الإحساس بالهوية الشخصية.[4]

### المهام العاطفية:
- استكشاف مهارات التأقلم مع اختلال التنظيم العاطفي.
- خطوات اعتيادية للتعامل مع الارتجاعات العاطفية الصادمة.[17]

### المهام الوظيفية:
- إنشاء أنماط نوم وتغذية صحية.
- توفير التثقيف الجنسي بهدف تعزيز الصحة الجنسية.
- إعادة الاتصال بالجسم من خلال تقنيات جسدية.[31]

### المهام الاجتماعية/الثقافية:
- اكتشاف أو تأسيس مجتمع أو شبكة اجتماعية خارج المجتمع الإيماني المتسلط.[39]

- تنمية الاستقرار المالي.
- تعلم كيفية الاندماج في المجتمع.
- تطوير المهارات الشخصية مثل تبني وجهات نظر الآخرين.[27]
- تتداخل العديد من المهام النمائية مع المهام المعرفية والعاطفية والوظيفية والاجتماعية/الثقافية.

تركّز المهام النمائية للتعافي على التعرف إلى التأخر النمائي وتوفير التعليم اللازم في التفكير النقدي، والصحة الجنسية، والنظافة النفسية، والاجتماعيات، لتمكين النمو الإنساني الطبيعي من الاستمرار.

## الوعي المتزايد
أصبح النقاش حول متلازمة الصدمة الدينية أكثر انتشارًا في وسائل الإعلام، بما في ذلك المنصات الإعلامية الكبرى السائدة  ومصادر الأخبار على الإنترنت.
يتزايد الوعي على نطاق عالمي، من حيث الأشخاص الذين يطلبون المساعدة وفي التغطية الإخبارية.
ويُعدّ التعليم والتدريب في مجال الصحة النفسية ضمن البيئات الدينية، وخلق بيئات شاملة، ومساحات آمنة، والحماية القانونية والمناصرة، والتقدم من خلال البحث العلمي والترويج لتفاسير لاهوتية أكثر صحية، من العناصر الأساسية في بناء الوعي.
ورغم أن الكثير من العمل حول الصدمة الدينية تمحور حول المسيحية الأصولية، فقد تم تطبيقه على مجموعات أخرى مثل المورمونية، وشهود يهوه، وأبناء الرب، واليهودية الأرثوذكسية، وكنيسة التوحيد، وبعض الجماعات الأصولية في الإسلام.
وقد تناولت العديد من الأفلام، إلى جانب الكتب والمذكرات التي ذُكرت سابقًا، رحلات الخروج الفردية من الأديان الأصولية.

## ٢٤ أيّار – يوم الصدمة الدينية
تم إطلاق يوم الصدمة الدينية في السويد عام ٢٠٢٣ للفت الانتباه إلى الصدمات الناتجة عن النشأة داخل مجتمع ديني أو مغادرته. وقد تم اختيار تاريخ ٢٤ أيّار بشكل رمزي، فهو نفس اليوم الذي احتفلت فيه جماعة "كلمة الحياة" بمرور ٤٠ عامًا على تأسيسها.
تُعد "كلمة الحياة" جماعة مثيرة للجدل، كانت في الثمانينيات والتسعينيات تحديدًا تمثل لاهوتًا كاريزماتيًا جذب الانتباه في وسائل الإعلام والمجتمعات المسيحية الأخرى؛ وقد غادر العديد من الأعضاء وهم يحملون صدمات.
وقد وقف وراء هذه المبادرة فريق عمل مكوّن من ١٥٠ شخصًا ينتمون إلى خلفيات مسيحية متنوعة – من كنيسة السويد، وجيش الخلاص، والكنيسة الخمسينية، إلى شهود يهوه وكنيسة المورمون – بالإضافة إلى شبكة في وسائل التواصل الاجتماعي تضم أكثر من ١٠٠٠ شخص يقومون بتفكيك إيمانهم.
وقد نُشرت عريضة موقّعة من قبل ٨٩ شخصًا في صحيفة أفتونبلادت، أكبر صحيفة مسائية في السويد.
وقد أُجريت مقابلة مع كارين فاهلستروم، صاحبة فكرة يوم الصدمة، والتي نشأت في جماعة "كلمة الحياة"، عبر قناة TV4 News إلى جانب أخصائية نفسية متخصصة في الصدمات الدينية، والأمين العام لمجلس الكنائس المسيحية في السويد. 
وفي عام ٢٠٢٤، تم تنظيم مؤتمر إلكتروني سويدي حول الصدمة الدينية بالتعاون مع جمعية الدراسات بيلدا.
يُعدّ يوم الصدمة الدينية يومًا متكررًا، وقد انتشر أيضًا إلى بلدان الشمال الأوروبي الأخرى.

## المزيد من البحوث
للاعتراف بوجود متلازمة الصدمة الدينية، لا يُشترط القول إن الدين والروحانية ضارّان على الإطلاق. يبدو أن أنماطًا معينة من الدين، وخصوصًا الأصولية والأنظمة الأبوية، تحتوي على تعاليم سامة وممارسات سامة. ويحدث الضرر من خلال هذه الآليات.
وبالطبع، يمكن لأي جماعة دينية أن تحتوي أيضًا على تعاليم صحية وممارسات صحية.
وبدلًا من اتخاذ موقف بشأن ما إذا كان الدين عمومًا ضارًا أو نافعًا، فإن مسعى أكثر فائدة سيكون دراسة الآليات التي تُسبّب الضرر.
في عام ٢٠١٩، أُسس معهد الصدمة الدينية من قبل المعالِجَين لورا أندرسون وبرايان بيك. ويقوم المعهد حاليًا بإجراء دراسة استقصائية حول ما يُسمّى "التجارب الدينية السلبية". ورغم أن هذه الدراسة ستوفّر نقطة مقارنة مع الأبحاث حول التجارب السلبية في الطفولة، إلا أن هناك حاجة إلى دراسات طولية لفحص الأنماط الفعلية للسببية.

## روابط خارجية
- الموقع الإلكتروني لمعهد الصدمات الدينية